# Ronde van Utah 2014
De 10e editie van de Ronde van Utah vindt in 2014 plaats van 4 tot en met 10 augustus. De start is in Cedar City, de finish in Park City. De ronde maakt deel uit van de UCI America Tour 2014, in de categorie 2.1. De Amerikaan Tom Danielson was titelverdediger en kon zijn titel verlengen na een overwinning in de vierde etappe.

## Deelnemende ploegen
| WorldTour           | ProContinentaal  | Continentaal           |
| ------------------- | ---------------- | ---------------------- |
| BMC Racing Team     | Novo Nordisk     | Bissell DT             |
| Garmin Sharp        | Unitedhealthcare | Hincapie Sportswear DT |
| Trek Factory Racing | Drapac           | Jamis-Hagens Berman    |
| Belkin              |                  | Jelly Belly            |
| Cannondale          |                  | Optum                  |
| Lampre-Merida       |                  | SmartStop              |
|                     |                  | Funvic Brasilinvest    |

## Etappe-overzicht
| etappe | datum       | start          | finish                         | type      | afstand  | winnaar        | klassementsleider |
| ------ | ----------- | -------------- | ------------------------------ | --------- | -------- | -------------- | ----------------- |
| 1e     | 4 augustus  | Cedar City     | Cedar City                     | Bergrit   | 182,7 km | Moreno Hofland | Moreno Hofland    |
| 2e     | 5 augustus  | Panguitch      | Torrey                         | Bergrit   | 210,3 km | Michael Schär  | Jure Kocjan       |
| 3e     | 6 augustus  | Lehi           | Miller Motorsports Park        | Heuvelrit | 190,2 km | Moreno Hofland | Jure Kocjan       |
| 4e     | 7 augustus  | Ogden          | Powder Mountain                | Bergrit   | 168,5 km | Tom Danielson  | Tom Danielson     |
| 5e     | 8 augustus  | Evanston       | Kamas                          | Bergrit   | 163,1 km | Eric Young     | Tom Danielson     |
| 6e     | 9 augustus  | Salt Lake City | Snowbird Ski and Summer Resort | Bergrit   | 172,6 km | Cadel Evans    | Tom Danielson     |
| 7e     | 10 augustus | Park City      | Park City                      | Bergrit   | 125,5 km | Cadel Evans    | Tom Danielson     |

## Etappe-uitslagen

### 1e etappe
| Cedar City - Cedar City (182,7 km) |                 |                  |          |
| Plaats                             | Naam            | Ploeg            | Tijd     |
| Winnaar                            | Moreno Hofland  | Belkin           | 4u51'12" |
| 2                                  | Jure Kocjan     | SmartStop        | z.t.     |
| 3                                  | Andrea Palini   | Lampre-Merida    | z.t.     |
| 4                                  | Eric Young      | Optum            | z.t.     |
| 5                                  | Kiel Reijnen    | Unitedhealthcare | z.t.     |
| 6                                  | Danilo Wyss     | BMC Racing Team  | z.t.     |
| 7                                  | Rick Zabel      | BMC Racing Team  | z.t.     |
| 8                                  | Tanner Putt     | Bissell DT       | z.t.     |
| 9                                  | Alex Howes      | Garmin Sharp     | z.t.     |
| 10                                 | Serghei Tvetcov | Jelly Belly      | z.t.     |
|                                    |                 |                  |          |
| 31                                 | Ben Hermans     | BMC Racing Team  | + 5"     |

| Algemeen klassement |                 |                  |          |
| Plaats              | Naam            | Ploeg            | Tijd     |
| Gele trui           | Moreno Hofland  | Belkin           | 4u51'02" |
| 2                   | Jure Kocjan     | SmartStop        | + 4"     |
| 3                   | Andrea Palini   | Lampre-Merida    | + 6"     |
| 4                   | Eric Young      | Optum            | + 10"    |
| 5                   | Kiel Reijnen    | Unitedhealthcare | z.t.     |
| 6                   | Danilo Wyss     | BMC Racing Team  | z.t.     |
| 7                   | Rick Zabel      | BMC Racing Team  | z.t.     |
| 8                   | Tanner Putt     | Bissell DT       | z.t.     |
| 9                   | Alex Howes      | Garmin Sharp     | z.t.     |
| 10                  | Serghei Tvetcov | Jelly Belly      | z.t.     |
|                     |                 |                  |          |
| 32                  | Ben Hermans     | BMC Racing Team  | + 15"    |

### 2e etappe
| Panguitch - Torrey (210,3 km) |                  |                        |          |
| Plaats                        | Naam             | Ploeg                  | Tijd     |
| Winnaar                       | Michael Schär    | BMC Racing Team        | 5u03'00" |
| 2                             | Jure Kocjan      | SmartStop              | + 2"     |
| 3                             | Serghei Tvetcov  | Jelly Belly            | z.t.     |
| 4                             | Kiel Reijnen     | Unitedhealthcare       | z.t.     |
| 5                             | Toms Skujiņš     | Hincapie Sportswear DT | z.t.     |
| 6                             | Cadel Evans      | BMC Racing Team        | z.t.     |
| 7                             | Tanner Putt      | Bissell DT             | z.t.     |
| 8                             | Luca Wackermann  | Lampre-Merida          | z.t.     |
| 9                             | Wilco Kelderman  | Belkin                 | z.t.     |
| 10                            | Brent Bookwalter | BMC Racing Team        | z.t.     |
|                               |                  |                        |          |
| 11                            | Ben Hermans      | BMC Racing Team        | z.t.     |

| Algemeen klassement |                 |                        |          |
| Plaats              | Naam            | Ploeg                  | Tijd     |
| Gele trui           | Jure Kocjan     | SmartStop              | 9u54'02" |
| 2                   | Michael Schär   | BMC Racing Team        | + 2"     |
| 3                   | Serghei Tvetcov | Jelly Belly            | + 8"     |
| 4                   | Kiel Reijnen    | Unitedhealthcare       | + 12"    |
| 5                   | Tanner Putt     | Bissell DT             | z.t.     |
| 6                   | Cadel Evans     | BMC Racing Team        | z.t.     |
| 7                   | Luca Wackermann | Lampre-Merida          | z.t.     |
| 8                   | Alex Howes      | Garmin Sharp           | z.t.     |
| 9                   | Robin Carpenter | Hincapie Sportswear DT | + 14"    |
| 10                  | Carter Jones    | Optum                  | + 17"    |
|                     |                 |                        |          |
| 12                  | Wilco Kelderman | Belkin                 | z.t.     |
| 16                  | Ben Hermans     | BMC Racing Team        | z.t.     |

### 3e etappe
| Lehi - Miller Motorsports Park (190,2 km) |                 |                  |          |
| Plaats                                    | Naam            | Ploeg            | Tijd     |
| Winnaar                                   | Moreno Hofland  | Belkin           | 4u29'41" |
| 2                                         | Andrea Palini   | Lampre-Merida    | z.t.     |
| 3                                         | Eric Young      | Optum            | z.t.     |
| 4                                         | Ken Hanson      | Unitedhealthcare | z.t.     |
| 5                                         | Wilco Kelderman | Belkin           | z.t.     |
| 6                                         | Jure Kocjan     | SmartStop        | z.t.     |
| 7                                         | Rick Zabel      | BMC Racing Team  | z.t.     |
| 8                                         | Kiel Reijnen    | Unitedhealthcare | z.t.     |
| 9                                         | Alan Marangoni  | Cannondale       | z.t.     |
| 10                                        | Gavin Mannion   | Garmin Sharp     | z.t.     |
|                                           |                 |                  |          |
| 26                                        | Ben Hermans     | BMC Racing Team  | z.t.     |

| Algemeen klassement |                 |                        |           |
| Plaats              | Naam            | Ploeg                  | Tijd      |
| Gele trui           | Jure Kocjan     | SmartStop              | 14u23'43" |
| 2                   | Michael Schär   | BMC Racing Team        | + 2"      |
| 3                   | Serghei Tvetcov | Jelly Belly            | + 8"      |
| 4                   | Robin Carpenter | Hincapie Sportswear DT | + 11"     |
| 5                   | Kiel Reijnen    | Unitedhealthcare       | + 12"     |
| 6                   | Cadel Evans     | BMC Racing Team        | z.t.      |
| 7                   | Luca Wackermann | Lampre-Merida          | z.t.      |
| 8                   | Tanner Putt     | Bissell DT             | z.t.      |
| 9                   | Alex Howes      | Garmin Sharp           | z.t.      |
| 10                  | Wilco Kelderman | Belkin                 | + 17"     |
|                     |                 |                        |           |
| 17                  | Ben Hermans     | BMC Racing Team        | z.t.      |

### 4e etappe
| Ogden - Powder Mountain (168,5 km) |                 |                     |          |
| Plaats                             | Naam            | Ploeg               | Tijd     |
| Winnaar                            | Tom Danielson   | Garmin Sharp        | 4u18'53" |
| 2                                  | Ben Hermans     | BMC Racing Team     | + 57"    |
| 3                                  | Chris Horner    | Lampre-Merida       | z.t.     |
| 4                                  | Winner Anacona  | Lampre-Merida       | + 1'47"  |
| 5                                  | Alex Diniz      | Funvic Brasilinvest | + 2'07"  |
| 6                                  | Wilco Kelderman | Belkin              | z.t.     |
| 7                                  | George Bennett  | Cannondale          | + 2'26"  |
| 8                                  | Carter Jones    | Optum               | + 2'31"  |
| 9                                  | Cadel Evans     | BMC Racing Team     | + 2'48"  |
| 10                                 | Lachlan Norris  | Drapac              | + 2'51"  |

| Algemeen klassement |                 |                     |           |
| Plaats              | Naam            | Ploeg               | Tijd      |
| Gele trui           | Tom Danielson   | Garmin Sharp        | 18u42'53" |
| 2                   | Chris Horner    | Lampre-Merida       | + 57"     |
| 3                   | Ben Hermans     | BMC Racing Team     | z.t.      |
| 4                   | Winner Anacona  | Lampre-Merida       | + 1'47"   |
| 5                   | Wilco Kelderman | Belkin              | + 2'07"   |
| 6                   | Alex Diniz      | Funvic Brasilinvest | z.t.      |
| 7                   | George Bennett  | Cannondale          | + 2'26"   |
| 8                   | Carter Jones    | Optum               | + 2'31"   |
| 9                   | Cadel Evans     | BMC Racing Team     | + 2'43"   |
| 10                  | Lachlan Norris  | Drapac              | + 2'51"   |

### 5e etappe
| Evanston - Kamas (163,1 km) |                 |                        |          |
| Plaats                      | Naam            | Ploeg                  | Tijd     |
| Winnaar                     | Eric Young      | Optum                  | 3u49'29" |
| 2                           | Jure Kocjan     | SmartStop              | z.t.     |
| 3                           | Kiel Reijnen    | Unitedhealthcare       | z.t.     |
| 4                           | Robert Wagner   | Belkin                 | z.t.     |
| 5                           | Rick Zabel      | BMC Racing Team        | z.t.     |
| 6                           | Ben Hermans     | BMC Racing Team        | z.t.     |
| 7                           | Dion Smith      | Hincapie Sportswear DT | z.t.     |
| 8                           | Alex Kirsch     | Trek Factory Racing    | z.t.     |
| 9                           | Serghei Tvetcov | Jelly Belly            | z.t.     |
| 10                          | Alan Marangoni  | Cannondale             | z.t.     |
|                             |                 |                        |          |
| 22                          | Wilco Kelderman | Belkin                 | z.t.     |

| Algemeen klassement |                 |                     |           |
| Plaats              | Naam            | Ploeg               | Tijd      |
| Gele trui           | Tom Danielson   | Garmin Sharp        | 22u32'22" |
| 2                   | Chris Horner    | Lampre-Merida       | + 57"     |
| 3                   | Ben Hermans     | BMC Racing Team     | z.t.      |
| 4                   | Winner Anacona  | Lampre-Merida       | + 1'47"   |
| 5                   | Wilco Kelderman | Belkin              | + 2'07"   |
| 6                   | Alex Diniz      | Funvic Brasilinvest | z.t.      |
| 7                   | George Bennett  | Cannondale          | + 2'26"   |
| 8                   | Carter Jones    | Optum               | + 2'31"   |
| 9                   | Cadel Evans     | BMC Racing Team     | + 2'43"   |
| 10                  | Lachlan Norris  | Drapac              | + 2'51"   |

### 6e etappe
| Salt Lake City - Snowbird Ski and Summer Resort (172,6 km) |                 |                        |          |
| Plaats                                                     | Naam            | Ploeg                  | Tijd     |
| Winnaar                                                    | Cadel Evans     | BMC Racing Team        | 4u34'31" |
| 2                                                          | Joey Rosskopf   | Hincapie Sportswear DT | + 3"     |
| 3                                                          | Riccardo Zoidl  | Trek Factory Racing    | + 7"     |
| 4                                                          | Wilco Kelderman | Belkin                 | z.t.     |
| 5                                                          | Chris Horner    | Lampre-Merida          | + 14"    |
| 6                                                          | Tom Danielson   | Garmin Sharp           | z.t.     |
| 7                                                          | Winner Anacona  | Lampre-Merida          | + 19"    |
| 8                                                          | Lucas Euser     | Unitedhealthcare       | + 35"    |
| 9                                                          | Carter Jones    | Optum                  | z.t.     |
| 10                                                         | Ben Hermans     | BMC Racing Team        | + 43"    |

| Algemeen klassement |                 |                     |           |
| Plaats              | Naam            | Ploeg               | Tijd      |
| Gele trui           | Tom Danielson   | Garmin Sharp        | 27u07'07" |
| 2                   | Chris Horner    | Lampre-Merida       | + 57"     |
| 3                   | Ben Hermans     | BMC Racing Team     | + 1'26"   |
| 4                   | Winner Anacona  | Lampre-Merida       | + 1'52"   |
| 5                   | Wilco Kelderman | Belkin              | + 2'00"   |
| 6                   | Cadel Evans     | BMC Racing Team     | + 2'29"   |
| 7                   | Carter Jones    | Optum               | + 2'52"   |
| 8                   | Alex Diniz      | Funvic Brasilinvest | + 3'28"   |
| 9                   | George Bennett  | Cannondale          | + 3'40"   |
| 10                  | Matthew Busche  | Trek Factory Racing | + 4'10"   |

### 7e etappe
| Park City - Park City (125,5 km) |                 |                 |          |
| Plaats                           | Naam            | Ploeg           | Tijd     |
| Winnaar                          | Cadel Evans     | BMC Racing Team | 3u10'52" |
| 2                                | Wilco Kelderman | Belkin          | z.t.     |
| 3                                | Winner Anacona  | Lampre-Merida   | z.t.     |
| 4                                | Chris Horner    | Lampre-Merida   | z.t.     |
| 5                                | Tom Danielson   | Garmin Sharp    | + 5"     |
| 6                                | Carter Jones    | Optum           | + 10"    |
| 7                                | Ben Hermans     | BMC Racing Team | + 25"    |
| 8                                | George Bennett  | Cannondale      | z.t.     |
| 9                                | Lachlan Norris  | Drapac          | z.t.     |
| 10                               | Yannick Eijssen | BMC Racing Team | z.t.     |

## Eindklassementen
| Plaats    | Naam             | Ploeg                  | Tijd      |
| --------- | ---------------- | ---------------------- | --------- |
| Gele trui | Tom Danielson    | Garmin Sharp           | 30u18'04" |
| 2         | Chris Horner     | Lampre-Merida          | + 52"     |
| 3         | Winner Anacona   | Lampre-Merida          | + 1'43"   |
| 4         | Ben Hermans      | BMC Racing Team        | + 1'46"   |
| 5         | Wilco Kelderman  | Belkin                 | + 1'49"   |
| 6         | Cadel Evans      | BMC Racing Team        | + 2'14"   |
| 7         | Carter Jones     | Optum                  | + 2'57"   |
| 8         | Alex Diniz       | Funvic Brasilinvest    | + 3'48"   |
| 9         | George Bennett   | Cannondale             | + 4'00"   |
| 10        | Lachlan Norris   | Drapac                 | + 4'59"   |
| 11        | Matthew Busche   | Trek Factory Racing    | + 6'06"   |
| 12        | Chris Butler     | Hincapie Sportswear DT | + 6'13"   |
| 13        | Ilia Koshevoy    | Lampre-Merida          | + 7'18"   |
| 14        | Rob Britton      | SmartStop              | + 7'41"   |
| 15        | Lucas Euser      | Unitedhealthcare       | + 7'46"   |
| 16        | Serghei Tvetcov  | Jelly Belly            | + 8'33"   |
| 17        | Daniel Jaramillo | Jamis-Hagens Berman    | + 9'18"   |
| 18        | Dylan Teuns      | BMC Racing Team        | + 10'03"  |
| 19        | Clément Chevrier | Trek Factory Racing    | + 10'17"  |
| 20        | Joey Rosskopf    | Hincapie Sportswear DT | + 11'53"  |

| Plaats     | Naam            | Ploeg            | Punten |
| ---------- | --------------- | ---------------- | ------ |
| Witte trui | Jure Kocjan     | SmartStop        | 46     |
| 2          | Kiel Reijnen    | Unitedhealthcare | 35     |
| 3          | Michael Schär   | BMC Racing Team  | 21     |
|            |                 |                  |        |
| 5          | Wilco Kelderman | Belkin           | 20     |
| 13         | Ben Hermans     | BMC Racing Team  | 9      |

| Plaats      | Naam             | Ploeg                  | Punten |
| ----------- | ---------------- | ---------------------- | ------ |
| Blauwe trui | Joey Rosskopf    | Hincapie Sportswear DT | 50     |
| 2           | Robin Carpenter  | Hincapie Sportswear DT | 38     |
| 3           | Thomas Danielson | Garmin Sharp           | 33     |
|             |                  |                        |        |
| 7           | Wilco Kelderman  | Belkin                 | 25     |
| 12          | Ben Hermans      | BMC Racing Team        | 15     |

| Plaats           | Naam             | Ploeg                  | Tijd      |
| ---------------- | ---------------- | ---------------------- | --------- |
| Lichtblauwe trui | Dylan Teuns      | BMC Racing Team        | 30u28'07" |
| 2                | Clément Chevrier | Trek Factory Racing    | + 14"     |
| 3                | Dion Smith       | Hincapie Sportswear DT | + 16'15"  |

| Plaats | Ploeg               | Tijd       |
| ------ | ------------------- | ---------- |
|        | Lampre-Merida       | 91u03'59"  |
| 2      | BMC Racing Team     | + 2'08"    |
| 3      | Trek Factory Racing | + 17'32"   |
|        |                     |            |
| 14     | Belkin              | + 2u08'28" |

## Klassementenverloop
| Etappe       | Winnaar        | Algemeen klassement · | Sprintklassement · | Bergklassement · | Jongerenklassement · | Ploegenklassement · |
| ------------ | -------------- | --------------------- | ------------------ | ---------------- | -------------------- | ------------------- |
| 1            | Moreno Hofland | Moreno Hofland        | Moreno Hofland     | Robin Carpenter  | Rick Zabel           | BMC Racing Team     |
| 2            | Michael Schär  | Jure Kocjan           | Jure Kocjan        | Joey Rosskopf    | Tanner Putt          | BMC Racing Team     |
| 3            | Moreno Hofland | Jure Kocjan           | Moreno Hofland     | Robin Carpenter  | Robin Carpenter      | BMC Racing Team     |
| 4            | Tom Danielson  | Tom Danielson         | Moreno Hofland     | Robin Carpenter  | Clément Chevrier     | Lampre-Merida       |
| 5            | Eric Young     | Tom Danielson         | Jure Kocjan        | Robin Carpenter  | Clément Chevrier     | Lampre-Merida       |
| 6            | Cadel Evans    | Tom Danielson         | Jure Kocjan        | Joey Rosskopf    | Clément Chevrier     | Lampre-Merida       |
| 7            | Cadel Evans    | Tom Danielson         | Jure Kocjan        | Joey Rosskopf    | Dylan Teuns          | Lampre-Merida       |
| 0Eindstanden | 0Eindstanden   | Tom Danielson         | Jure Kocjan        | Joey Rosskopf    | Dylan Teuns          | Lampre-Merida       |

## UCI America Tour
In deze Ronde van Utah waren punten te verdienen voor de ranking in de UCI America Tour 2014. Enkel renners die uitkwamen voor een (pro-)continentale ploeg, maakten aanspraak om punten te verdienen.
| Positie                      | 1e | 2e | 3e | 4e | 5e | 6e | 7e | 8e | 9e | 10e | 11e | 12e |
| Eindklassement               | 80 | 56 | 32 | 24 | 20 | 16 | 12 | 8  | 7  | 6   | 5   | 3   |
| Per etappe                   | 16 | 11 | 6  | 5  | 4  | 2  |    |    |    |     |     |     |
| Drager leiderstrui (per dag) | 8  |    |    |    |    |    |    |    |    |     |     |     |

| #  | Renner          | Ploeg                  | Punten |
| -- | --------------- | ---------------------- | ------ |
| 1  | Jure Kocjan     | SmartStop              | 51     |
| 2  | Eric Young      | Optum                  | 27     |
| 3  | Kiel Reijnen    | Unitedhealthcare       | 15     |
| 4  | Carter Jones    | Optum                  | 14     |
| 5  | Alex Diniz      | Funvic Brasilinvest    | 12     |
| 6  | Joey Rosskopf   | Hincapie Sportswear DT | 11     |
| 7  | Serghei Tvetcov | Jelly Belly            | 6      |
| 7  | Lachlan Norris  | Drapac                 | 6      |
| 9  | Ken Hanson      | Unitedhealthcare       | 5      |
| 10 | Toms Skujiņš    | Hincapie Sportswear DT | 4      |
| 11 | Chris Butler    | Hincapie Sportswear DT | 3      |

 Ronde van San Luis ·
 Ronde van Californië ·
 Philadelphia Cycling Classic ·
 Ronde van Utah ·
 USA Pro Challenge ·
 Ronde van Alberta